# Proechimys steerei
Espèce
Statut de conservation UICN

 LC  : Préoccupation mineure
Proechimys steerei est une espèce de mammifères rongeurs de la famille des Echimyidae qui regroupe des rats épineux originaires d'Amérique latine.

## Liens externes

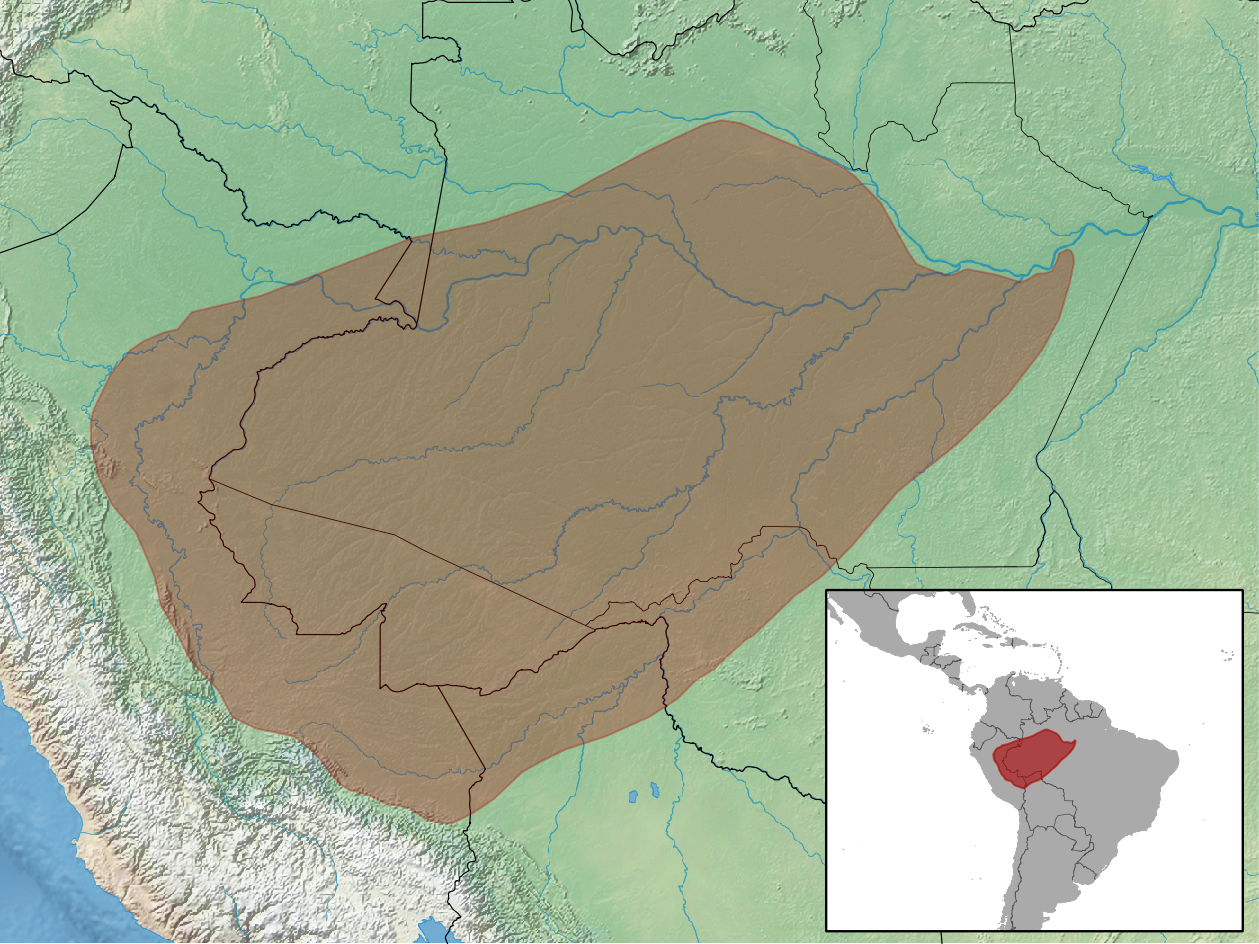
Répartition de l'espèce.